# Санадиново
Вижте пояснителната страница за други значения на Санадиново.
Санадѝново е село в Северна България. То се намира в община Никопол, област Плевен.

## География
Намира се на 100 метра от долното течение на река Осъм, в подножието на Никополски възвишения. Отстои на 30 км южно от гр. Никопол и на 42 км североизточно от гр. Плевен. Съседните села Новачене и Бацова махала са съответно на 7 км западно и на 5 км южно. Столицата София е на 207 км югозападно.
Надморската му височина достига 46 м. Климатът е умерено-континентален с големи средногодишни температурни амплитуди. Зимата е тежка поради обилните снеговалежи и огромните преспи. Лятото е сухо и горещо, но почвата е подходяща за земеделие.
Автобусен транспорт го свързва с останалите населени места. Главните улици са асфалтирани и осветени. Изградени са електрическа и водопреносна мрежи. Всички мобилни оператори имат обхват. В селото функционират кметство, читалище, магазини и заведение. 

## История
Село Санадиново фигурира в Османските архиви още през 15 век като българско селище: Санадиново (с 30 пълноценни български и 2 вдовишки домакинства, и 2 мюсюлмански) и мезра Ючбунар — тимар на Карагьоз от охраната на крепостта Никопол.
М. Андриаши посещава Санадиново и съобщава, че селото се намира на 2 часа далеч от Петокладенци и в него има турци и православни българи и 3 павликянски къщи с 19 души. Любомир Милетич предполага, че тези павликяни са преселници от близкото село Петокладенци или от Трънчовица. Вероятно е и да са от село Брестовец, където по това време павликяните изчезват. След време следите на павликяните тук се губят. Изчезва и православното население.
Освобождението заварва селото само с мюсюлманско население (96 къщи), което впоследствие се е изселило. Сегашното население на Санадиново са главно преселници от село Брест, гръцка Македония, Беломорска Тракия и с. Осъм.
Село Санадиново е от малкото селища, които фигурират в чуждестранните карти още през 15 век. Открито е в 8 карти записано като Sina di nova в 5 карти и Sinadisava в 3 карти.

## Културни и природни забележителности
- Архитектурен паметник-пирамида на загиналите във войните през 1912 – 1913 г.
- Читалище „Христо Ботев 1928“
- Храм Свети Атанасий

## Редовни събития
- Събор, който се провежда всяка първа неделя на месец ноември
- Бразая
- Чеверме, което се провежда всяка последна неделя на месец април
- Лазарица
- Великденска изложба за яйца и козунаци
- Коледаруване на 24 – 25 декември.

## Други
Предлага условия за речен риболов, всякакъв вид риба, като през май, юни и юли в река Осъм има сом.